# R. c. Morgentaler (1988)
Pour les articles homonymes, voir R. c. Morgentaler.
Jugement complet
texte intégral sur csc.lexum.org
R. c. Morgentaler est une décision de la Cour suprême du Canada rendue le 28 janvier 1988 et impliquant la décriminalisation de l'avortement. Elle tire son nom de Henry Morgentaler, médecin et militant pour le droit à l'avortement, ayant pratiqué plusieurs milliers d'IVG illégales et qui a soutenu que l'article 251 du Code criminel, qui interdisait certains avortements, était contraire à la Charte canadienne des droits et libertés.

## Historique
La première loi sur l'avortement date de 1969. Le Parlement du Canada a adopté une loi permettant l’avortement dans certaines circonstances pour protéger la « santé » de la mère (le mot « santé » n’était ni défini ni limité). Le ministre de la Justice de l’époque, Pierre Trudeau, a déposé un projet de loi modifiant l’article 251 du Code criminel du Canada de façon à autoriser l’avortement lorsque la santé de la femme était considérée en danger par un comité de l’avortement thérapeutique formé de trois médecins.
En 1973-1974, le Docteur Henry Morgentaler ouvre une clinique d’avortement à Montréal, en violation de la loi. Il sera arrêté, accusé, déclaré innocent, puis déclaré coupable en appel à trois reprises. Finalement, le gouvernement du Québec cesse de l’accuser et il continue de pratiquer des avortements à Montréal.
En 1983, les docteurs Henry Morgentaler, Leslie Smoling et Robert Scott sont inculpés pour avoir pratiqué illégalement l'avortement dans leur clinique à Toronto, en violation de l’article 251 du Code criminel, qui rendait criminel l’avortement provoqué, à moins qu’il ne soit pratiqué par un médecin, dans un hôpital, et qu’il ait été approuvé au préalable par un comité de l’avortement thérapeutique composé d’au moins trois médecins. Morgentaler et Scott sont aussi accusés à Winnipeg.
En 1985, le jury de l’Ontario acquitte les inculpés après avoir accepté la défense de nécessité invoquée par Morgentaler. La Cour d’appel de l’Ontario infirme la décision. Morgentaler demande à la Cour suprême d’entendre l’affaire.

## Jugement
Le 28 janvier 1988, la Cour suprême du Canada déclare inconstitutionnel l'article 251 du Code criminel et décriminalise l'avortement. Le docteur Henry Morgentaler avait soutenu que, aux termes de la Charte canadienne des droits et libertés, le Code criminel limitait la liberté d’une femme. La cour a conclu que la loi n’était pas appliquée de façon égale dans l’ensemble du pays, ce qui allait à l’encontre de la garantie de sécurité de la personne prévue à l’article 7 de la Charte canadienne des droits et libertés, Depuis ce jugement, il n'y a pas eu de législation encadrant l'avortement au Canada.
La Cour suprême n'a pourtant pas établi a contrario que l'avortement est un droit constitutionnel. « Il n’est pas nécessaire, pour les besoins de l’espèce, d’évaluer ou de déterminer les “droits du fœtus” en tant que valeur constitutionnelle indépendante ».
L’arrêt comprend trois opinions distinctes de la majorité et une opinion dissidente. La majorité des juges considère que l’article 251 du Code criminel porte atteinte au droit de la femme à la sécurité de sa personne, et le processus par lequel la femme est privée de ce droit n’est pas conforme aux principes de la justice fondamentale (article 7 de la Charte) et que l’atteinte au droit de la femme enceinte à la sécurité de sa personne n’est pas proportionnée à l’objectif de protéger le fœtus. Seule la juge Bertha Wilson s’est prononcée en faveur du droit de la femme à l’avortement, et ce, seulement pendant le premier trimestre de la grossesse. Deux juges dissidents, McIntyre et La Forest, par contre, ont estimé que : « sous réserve des dispositions du Code criminel qui autorisent l’avortement lorsque la vie ou la santé de la mère est en danger, aucun droit à l’avortement ne saurait se trouver dans le droit, la coutume ou les traditions ayant cours au Canada, et […] la Charte, y compris l’art. 7, ne crée aucun droit supplémentaire »,,.

## Conséquences

### Projet de loi C-43
Cette décision de justice a permis une dépénalisation de l'avortement. Mais en mai 1990 la Chambre des communes du Canada a souhaité revenir sur cette décision de justice avec le projet de loi C-43. Ce projet visait à criminaliser l'avortement en se basant sur l'article 251 du Code criminel. 
En 1989, le projet de loi C-43 est déposé par le gouvernement progressiste conservateur dirigé par Brian Mulroney. Il vise à restreindre l’avortement aux cas où il est nécessaire pour des raisons de santé, et imposant une peine d’emprisonnement maximale de deux ans pour les médecins qui enfreignent la loi. Selon ce projet de loi, l’avortement continue donc d’être une infraction criminelle, mais les motifs justifiant son autorisation sont très larges. Il est adopté le  29 mai 1990 par la Chambre des communes et est renvoyé ensuite au Sénat en vue d’un débat. Le Sénat rejette le projet de loi C-43 à égalité des suffrages.  
Malgré quelques tentatives législatives, le Canada n’a adopté jusqu’à ce jour aucune restriction à l’avortement, qui est décriminalisé (dépénalisé et non légalisé) pendant les neuf mois de la grossesse jusqu’à la naissance.

### R. c. Morgentaler (1993)
En mars 1989, alors que Morgentaler annonce l’ouverture d’une clinique d’avortement à Halifax (Nouvelle-Écosse), le gouvernement de cette province essaie de lui faire obstacle en adoptant des dispositions  interdisant de pratiquer un avortement ailleurs que dans un hôpital agréé ainsi qu'un règlement excluant l'assurance‑maladie pour les avortements pratiqués ailleurs que dans les hôpitaux. Morgentaler est alors inculpé mais le juge conclut que les textes échappent à la compétence législative de la province parce qu'ils ressortent, de par leur caractère véritable, au droit criminel.  La Section d'appel de la Cour suprême de la Nouvelle‑Écosse confirme l’acquittement en 1991.
La Cour suprême du Canada est saisie en 1993 (R. c. Morgentaler, [1993] 3 R.C.S. 463). Elle confirme les décisions précédentes, le pourvoi est rejeté le 30 septembre 1993 et Morgentaler, acquitté.
Le docteur Henry Morgentaler décède le 29 mai 2013 à l’âge de 90 ans.
Si l’avortement n’est plus considéré comme un acte criminel au Canada, plusieurs provinces ont pris des mesures pour en restreindre l’accès, sans que la loi criminelle ne soit impliquée,.